# جین تریپل‌هورن
جین ماری تریپل‌هورن (به انگلیسی: Jeanne Marie Tripplehorn) یک بازیگر آمریکایی اهل ایالت اوکلاهما است.

## زندگی‌نامه

### زندگی اولیه
جین تریپل‌هورن در شهر تولسا، ایالت اوکلاهما زاده شد. نام مادرش «سوزان» و پدرش، «تام تریپل هورن» گیتاریست گروه «گری لوئیس اند پلی بویز» بود.

### دوره‌های زندگی
تریپل هورن با بازی در فیلم غریزه اصلی در مقابل مایکل داگلاس، بازی در کنار کوین کاستنر در فیلم دنیای آب و ایفای نقش در فیلم تجارتخانه در کنار تام کروز به شهرت رسید .

او همچنین در درام عشق بزرگ به ایفای نقش پرداخت. در ۱۰ سپتامبر ۲۰۰۷ قرار شد جین در فیلم چهار ازدواج و یک مراسم دفن بازی کند، اما قبل از سفر او به انگلستان سوزان، مادر وی فوت می‌کند.

### زندگی شخصی
- مادربزرگ وی «جین نیدلی» در فیلم نیش حقیقی، در کنار او به ایفای نقش پرداخت.
- تریپل هورن هم‌اکنون با بازیگری به نام لیلند ارسر ازدواج کرده‌است و یک پسر دارد.

## فیلم‌ها
- آنا (۲۰۲۰)
- مرد کامل (۲۰۱۳)
- پروژه پنج(۲۰۱۱)
- باغ خاکستری(۲۰۰۸)
- موجودات بالدار(۲۰۰۸)
- عشق بزرگ (۲۰۰۶) سریال تلویزیونی
- دوستدار هنر(۲۰۰۵)
- دنیا با عزّت(۲۰۰۳) تلویزیونی
- برو(۲۰۰۲)
- نگهبان برادر من(۲۰۰۲) تلویزیونی
- شماره ۹ برای عشق(۲۰۰۱)
- خویشاوند با ارزش(۲۰۰۰)
- پارانویایی(۲۰۰۰)
- رمز زمان(۲۰۰۰)
- این فیلم را بدزدید!(۲۰۰۰)
- میکی زاغه(۱۹۹۹)
- چشم‌های آبی میکی(۱۹۹۹)
- اوضاع خیلی بد(۱۹۹۸)
- چهارچوب در(۱۹۹۸)
- دزدی(۱۹۹۸)
- درهای کشویی(۱۹۹۸)
- مقام کش(۱۹۹۷)
- تا تو بودی (۱۹۹۷)
- تیل، آن تو بودی(۱۹۹۷)
- پیر مرد(۱۹۹۷)
- دنیای آب(۱۹۹۵)
- نیش حقیقی(۱۹۹۴)
- مؤسسه حقوقی(۱۹۹۳)
- شبی که ندیدیم(۱۹۹۳)
- غریزه اصلی(۱۹۹۲)
- ذهن‌های مجرم
- عشق بزرگ
- باج کامل(۱۹۹۱)

## پیوندها
بیوگرافی کامل تریپل هورن